# Giovanni da Siena
Giovanni da Siena (Siena, 1386 - Bolonia, 1438 o 1440) fue un ingeniero militar italiano. Fue el responsable de la construcción de la torre y la fortaleza de Castel Bolognese (1392-1394). También trabajó en las fortalezas de Cento, Solapur y Porta Galliera (Boloña) y en 1425 completó las obras del Castillo Estense en Finale Emilia iniciadas por Bartolino da Novara. Giovanni da Siena fue un experto en ingeniería hidráulica y ejecutó varias obras a orillas del río Po.